# ゼーマン効果

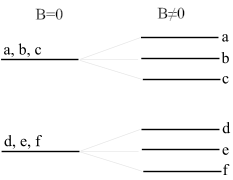
ゼーマン効果の模式図。磁場がない場合は縮退している軌道エネルギー（左）が、磁場がかかることで分裂する（右)。

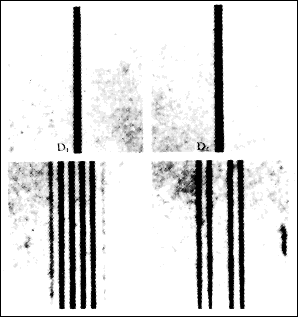
ナトリウムD線のゼーマン効果の観測結果。3本以上に分裂していることが分かる。

ゼーマン効果（ゼーマンこうか、Zeeman effect）は原子から放出される電磁波のスペクトルにおいて、磁場が無いときには単一波長であったスペクトル線が、原子を磁場中においた場合には複数のスペクトル線に分裂する現象である。原子を電場中に置いた場合のスペクトル線の分裂はシュタルク効果という。

## 歴史
1896年にオランダの物理学者ピーター・ゼーマンがナトリウム原子を磁場の中で発光させた時にそのD線のスペクトルが数本に分かれることを発見した。発見された1890年代は、原子の内部構造の研究が進められていた時代で、原子中に振動する荷電粒子が存在することの証拠の1つの現象とされた。ヘンドリック・ローレンツ、ジョセフ・ラーモアなどによってこの現象の理論的な検討がなされた。ローレンツの古典電磁気学による理論を元にゼーマンは光を放射している荷電粒子は負の電荷を持ち、その比電荷を約1/1600と決定した。これはほぼ同時期にJ・J・トムソンらによって測定されていた陰極線の構成粒子のそれとほぼ同じ値であった。ゼーマンとローレンツはこれらの研究により1902年のノーベル物理学賞を受賞した。

## 原理

### 正常ゼーマン効果
磁場のない場合においては、主量子数 n と方位量子数 l が等しく磁気量子数 ml だけが異なる軌道のエネルギーは縮退している。しかし磁場の存在する場合には、磁気量子数と磁場の積に比例して各軌道のエネルギーが変化して縮退が解ける。この磁場によるエネルギー準位の分裂をゼーマン分裂という。電子遷移の選択律は Δml = 0,±1 であるから、スペクトル線は3本に分裂することになる。このようなスピン角運動量を無視して軌道角運動量のみを考えたときの分裂を正常ゼーマン効果という。

#### 異方性
正常ゼーマン効果において放出される電磁波には異方性が存在する。かけた磁場に対して平行な方向には Δml = ±1 の遷移による光が放出される。そして Δml = +1 と Δml = −1 の遷移に対応する光はそれぞれ逆向きに回転する円偏光となっている。かけた磁場に対して垂直な方向にはすべての遷移による光が放出され、それらの光は直線偏光となっている。Δml = 0 の遷移による光は磁場と平行な方向に偏光している。それに対し、 Δml = ±1 は磁場と直角の方向に偏光している。 Δml = ±1 の遷移による光はσ線、Δml = 0 の遷移による光はπ線と呼ばれる。

### 異常ゼーマン効果
多くの原子の場合には、より複雑なスペクトル線の分裂が見られる。このスピン角運動量と軌道角運動量の両方を考慮した場合の分裂を異常ゼーマン効果という。ゼーマンが最初に発見したナトリウムのD線の分裂においても、より詳しく調べると複雑な分裂があることが発見された。これは古典電磁気学では説明できず、発見後長らく謎とされていた。量子力学の成立後、電子のスピン軌道相互作用の結果、より複雑なエネルギー準位の分裂が起こることが原因と分かった。このスペクトル線の分裂はNMRやMRIなどに応用されている。